# Anna Book
Anna Maria Therés Book Toledano (Stoccolma, 10 settembre 1970) è una cantante svedese.

## Carriera
Anna Book si è fatta conoscere nel 1984 partecipando al concorso di talenti organizzato dal quotidiano Dagens Nyheter, dove è finita per piazzarsi quarta. Notata dalla CBS Records, la cantante ha pubblicato il suo album di debutto Killsnack l'anno successivo.
Nel 1986 ha partecipato a Melodifestivalen, il processo di selezione svedese per il rappresentante nazionale all'Eurovision Song Contest, con il brano ABC e finendo 5ª su dieci partecipanti. Più tardi nello stesso anno è uscito il secondo album Längtar. La cantante si è ripresentata a Melodifestivalen l'anno successivo cantando Det finns en morgondag, ma ha ottenuto meno successo, piazzandosi fra gli ultimi sei su dodici partecipanti.
A fine anni '80 Anna Book ha deciso di continuare i suoi studi mentre continuava a pubblicare singoli. Il suo terzo album, intitolato Anna e contenente per la prima volta brani in lingua inglese, è stato pubblicato nel 1996 e ha avuto meno successo dei due precedenti. Ha inoltre doppiato Misty nella versione svedese del cartone Pokémon, di cui ha anche cantato la colonna sonora.
Nel 2006 ha partecipato al programma di ballo Let's Dance, la versione svedese del format britannico Strictly Come Dancing, trasmesso su TV4. Con il suo compagno di ballo David Watson si è piazzata seconda nella finale. In seguito al programma ha pubblicato il suo quarto album, Let's Dance, che ha raggiunto la 7ª posizione della classifica svedese. Il disco, contenente prevalentemente cover, include anche il brano originale Andalucia, che si è piazzato 4º nella classifica svedese dei singoli.
Anna Book ha partecipato a Melodifestivalen 2007 con il brano Samba Sambero. Dopo aver vinto la sua semifinale, si è esibita nella finale del 10 marzo dove si è piazzata 9ª su dieci partecipanti, ottenendo un solo punto dalle giurie e risultando la meno votata dal pubblico. Il brano è arrivato 15º in classifica e ha anticipato l'album omonimo, che ha debuttato alla 38ª posizione della classifica svedese.
La cantante è figurata come una dei partecipanti a Melodifestivalen 2016, dove avrebbe dovuto cantare Himmel för två. Tuttavia, due giorni prima dell'inizio del programma è emerso che il brano aveva già partecipato alla selezione moldava di due anni prima con il testo in lingua inglese e cantato da Felicia Dunaf con il titolo Taking Care of a Broken Heart. È stata pertanto squalificata, in quanto le canzoni dell'Eurovision devono essere originali. Il brano è entrato nella classifica svedese al 94º posto.

## Discografia

### Album
- 1985 - Killsnack
- 1986 - Längtar
- 1996 - Anna
- 2006 - Let's Dance
- 2007 - Samba Sambero

### Singoli
- 1985 - Hjärtat bankar/Galen i dig
- 1986 - Runt runt
- 1986 - Dina ögon talar
- 1986 - Ett julkort ifrån dej
- 1986 - ABC
- 1987 - Vem kan stoppa två hjärtan
- 1987 - Det finns en morgondag
- 1988 - Namn & nummer
- 1988 - Det finns mycket som man inte känner till
- 1994 - Casanova
- 1996 - Heaven
- 1996 - My Love for You
- 1997 - Everytime
- 2006 - Andalucia
- 2007 - Samba Sambero
- 2016 - Himmel för två